# Pictorina
Pictorina is een geslacht van rechtvleugeligen uit de familie krekels (Gryllidae). De wetenschappelijke naam van dit geslacht is voor het eerst geldig gepubliceerd in 1983 door Daniel Otte en Richard D. Alexander.

## Soorten
Het geslacht Pictorina omvat de volgende soorten:
- Pictorina bullawarra Otte & Alexander, 1983
- Pictorina kobarina Otte & Alexander, 1983
- Pictorina rimbijae Otte & Alexander, 1983
- Pictorina wombalano Otte & Alexander, 1983
- Pictorina yerriyari Otte & Alexander, 1983

Vier van deze soorten komen voor in noordoostelijk Queensland (Australië); de vijfde (P. rimbijae) in het noordelijk uiteinde van het Noordelijk Territorium.